# Espiral sinusoïdal

Espiral sinusoidal amb n=2,5 (línia contínua) i amb n=-2,5 línia de punts.

Espiral sinusoidal amb n=0,5 (línia contínua) i amb n=-0,5 línia de punts.

Espiral sinusoidal amb n=3 (línia contínua) i amb n=-3 línia de punts.

En geometria, les espirals sinusoidals són una família de corbes definides per l'equació en coordenades polars
{\displaystyle r^{n}=a^{n}\cos(n\theta )\,}
on a és una constant diferent de zero i n és un nombre racional diferent de 0. Amb una rotació entorn de l'origen, també es pot escriure
{\displaystyle r^{n}=a^{n}\sin(n\theta ).\,}
El terme "espiral" és enganyós, perquè no són de fet espirals, i sovint tenen una forma similar a una flor. Moltes corbes conegudes són espirals sinusoidals incloent-hi:
- Recta ( n = −1)
- Circumferència (n = 1)
- Hipèrbola equilàtera ( n = −2)
- Paràbola (n = −1/2)
- Cardioide (n = 1/2)
- Lemniscata De Bernoulli (n = 2)
- Cúbica de Tschirnhaus (n = −1/3)

Aquestes corbes varen ser estudiades per primera vegada per Colin Maclaurin.

## Equacions
Derivant
{\displaystyle r^{n}=a^{n}\cos(n\theta )\,}
i eliminant a s'obté una equació diferencial en r i θ:
{\displaystyle {\frac {dr}{d\theta }}\cos n\theta +r\sin n\theta =0}.
Llavors
{\displaystyle \left({\frac {dr}{ds}},\ r{\frac {d\theta }{ds}}\right)\cos n\theta {\frac {ds}{d\theta }}=\left(-r\sin n\theta ,\ r\cos n\theta \right)=r\left(-\sin n\theta ,\ \cos n\theta \right)}
que implica que l'angle tangencial polar és
{\displaystyle \psi =n\theta \pm \pi /2}
i així l'angle tangencial és
{\displaystyle \varphi =(n+1)\theta \pm \pi /2}.
(Aquí el signe és positiu si {\displaystyle r} i {\displaystyle \cos n\theta } tenen el mateix signe i negatiu altrament.)
El vector unitari tangent
{\displaystyle \left({\frac {dr}{ds}},\ r{\frac {d\theta }{ds}}\right)},
té longitud u, per tant comparant la magnitud dels vectors a cada costat de l'equació de dalt dona
{\displaystyle {\frac {ds}{d\theta }}=r\cos ^{-1}n\theta =a\cos ^{-1+{\tfrac {1}{n}}}n\theta }.
En particular, la llargada d'un bucle únic quan {\displaystyle n>0} és:
{\displaystyle a\int _{-{\tfrac {\pi }{2n}}}^{\tfrac {\pi }{2n}}\cos ^{-1+{\tfrac {1}{n}}}n\theta \ d\theta }
La curvatura ve donada per
{\displaystyle {\frac {d\varphi }{ds}}=(n+1){\frac {d\theta }{ds}}={\frac {n+1}{a}}\cos ^{1-{\tfrac {1}{n}}}n\theta }.

## Propietats
La corba inversa d'una espiral sinusoidal respecte a una circumferència amb centre a l'origen és una altra espiral sinusoidal el valor de n de la qual és el negatiu del valor n de la corba original. Per exemple, la inversa de la lemniscata de Bernoulli és una hipèrbole.
L'isoptica, la podaria i la podaria negativa d'una espiral sinusoidal són espirals sinusoidals diferents.
El camí que segueix una partícula sotmesa a una força central proporcional a una potència de r és una espiral sinusoidal.
Quan n és un enter, i es tracen n punts a intervals regulars sobre una circumferència de radi a, llavors el conjunt de punts tals que la mitjana geomètrica de les distàncies del punt fins als n punts sigui 1 és una espiral sinusoidal. En aquest cas l'espiral sinusoidal és una lemniscata polinòmica